# سوسکچه‌های نخستین پاچیوبلوس
سوسکچه‌های نخستین پاچیوبلوس(نام علمی: Pachybelus) نام یک سرده از زیرخانواده سوسکچه‌های نخستین بلینا است.